# Hobby Rocks
Die Hobby Rocks sind drei kleine Inseln vor der Ingrid-Christensen-Küste des ostantarktischen Prinzessin-Elisabeth-Lands. Sie liegen vor den Vestfoldbergen und markieren die Westseite des Davis Anchorage.
Norwegische Kartografen kartierten sie anhand von Luftaufnahmen, die bei der Lars-Christensen-Expedition 1936/37 entstanden. Eine erneute Kartierung erfolgte anhand von Luftaufnahmen der Australian National Antarctic Research Expeditions. Namensgeber ist Derrick William David Hobby (* 1927), Mechaniker für Dieselmotoren auf der Davis-Station im Jahr 1960.